# FC Viktoria Köln/Saison 2011/12
Dieser Artikel beschreibt den Verlauf der Saison 2011/12, der ersten Saison als FC Viktoria Köln. Der Klub trat in der Saison in der NRW-Liga an. Dort belegte die Viktoria den 1. Platz. Im Bitburger-Pokal schied die Mannschaft in der ersten Runde aus.

## Personalien

### Kader 2011/12
| Nr.        | Nat.                   | Name                 | Geburtstag    | im Verein seit | letzter Verein             |
| Tor        | Tor                    | Tor                  | Tor           | Tor            | Tor                        |
| ---------- | ---------------------- | -------------------- | ------------- | -------------- | -------------------------- |
| 01         | Deutschland Frankreich | Maurice Gillen       | 20. Dez. 1978 | 2011           | Germania Windeck           |
| 12         | Deutschland            | Kevin Kraus          | 4. Sep. 1991  | 2011           | FC Junkersdorf             |
| 21         | Deutschland            | Dominik Poremba      | 14. Feb. 1987 | 2011           | Bayer 04 Leverkusen II     |
| Abwehr     |                        |                      |               |                |                            |
| 02         | Deutschland            | Kevin Schöneberg     | 24. Aug. 1985 | 2011           | VfL Osnabrück              |
| 03         | Deutschland            | Andreas Moog         | 8. Juni 1984  | 2011           | Germania Windeck           |
| 04         | Deutschland            | Marius Schultens     | 7. Okt. 1986  | 2011           | Germania Windeck           |
| 05         | Polen                  | Mariusz Kukiełka     | 7. Nov. 1976  | 2011           | Germania Windeck           |
| 18         | Deutschland Russland   | Eugen Chumakov       | 2. Apr. 1984  | 2011           | Germania Windeck           |
| 20         | Deutschland            | Jerome Propheter     | 4. Juni 1990  | 2011           | FC Junkersdorf             |
| 24         | Deutschland            | Fabian Hergesell     | 25. Dez. 1985 | 2011           | Rot-Weiß Oberhausen        |
| 25         | Deutschland            | Tim Bauer            | 25. Apr. 1988 | 2011           | FC Junkersdorf             |
| Mittelfeld |                        |                      |               |                |                            |
| 06         | Deutschland            | Mark Zeh             | 19. Nov. 1983 | 2011           | Schwarz-Weiß Essen         |
| 07         | Deutschland            | Kevin Reuter         | 8. Sep. 1989  | 2011           | FC Junkersdorf             |
| 08         | Deutschland            | Mike Wunderlich      | 25. März 1986 | 2011           | FSV Frankfurt              |
| 09         | Deutschland            | Giuseppe Spitali     | 2. Okt. 1979  | 2011           | FC Junkersdorf             |
| 11         | Deutschland            | David Müller         | 22. Dez. 1984 | 2011           | Germania Windeck           |
| 13         | Deutschland            | Manuel Glowacz       | 29. Sep. 1987 | 2011           | FC Schalke 04 II           |
| 14         | Deutschland            | Florian Mager        | 18. Juli 1991 | 2011           | FC Junkersdorf             |
| 17         | Deutschland Turkei     | Ali Can Ilbay        | 24. Mai 1992  | 2011           | SCB Viktoria Köln [Jugend] |
|            | Portugal               | Telmo Pires Teixeira | 15. Nov. 1993 | 2011           | SCB Viktoria Köln [Jugend] |
| Sturm      |                        |                      |               |                |                            |
| 10         | Deutschland Turkei     | Seyit Ersoybis 2     | 15. Nov. 1987 | 2011           | SV Schermbeck              |
| 10         | Deutschland            | Dennis Schmidtab 6   | 18. Apr. 1988 | 2011           | VfL Osnabrück              |
| 15         | Deutschland Italien    | Vincenzo Bosa        | 5. Jan. 1990  | 2011           | FC Junkersdorf             |
| 19         | Deutschland Kroatien   | Ivan Pusic           | 3. März 1985  | 2011           | Germania Windeck           |
| 58         | Turkei Deutschland     | Ercan Aydoğmuş       | 22. Aug. 1979 | 2011           | Sportfreunde Lotte         |

### Sportliche Leitung und Vereinsführung
| Name                                | Funktion                 |
| Trainer- und Betreuerstab           |                          |
| Heiko Scholz                        | Cheftrainer              |
| Markus Kurth                        | Co-Trainer               |
| Wolfgang Mattern                    | Torwart-Trainer          |
| Medizinische Abteilung              |                          |
| Sebastian Kunze                     | Mannschaftsarzt          |
| Mario Werner                        | Mannschaftsarzt          |
| Michael Schulten                    | Physiotherapeut          |
| Sportliche Leitung und Organisation |                          |
| Franz Wunderlich                    | Sportlicher Leiter       |
| Werner Meyer                        | Schiedsrichter-Betreuung |
| Klaus Nestmann                      | Schiedsrichter-Betreuung |
| Günter Lachmann                     | Betreuer                 |
| Präsidium                           |                          |
| Tobias Kollmann                     | Präsident                |
| Frank Sczepurek                     | 1. Vizepräsident         |
| Gabriella Wieczorek                 | 2. Vizepräsidentin       |

## Spielkleidung
| Heim | Auswärts | Alternativ |

## Saison
Alle Ergebnisse aus Sicht von Viktoria Köln.

### NRW-Liga
| ST | Datum              | Gegner                  | Ort                                      | Ergebnis  | Tor(e) für Viktoria Köln |
| -- | ------------------ | ----------------------- | ---------------------------------------- | --------- | --- |
| 01 | 07. August 2011    | VfB Homberg             | Sportpark Höhenberg, Köln                | 2:1 (1:0) | 1:0 Chumakov (19.), 2:0 Wunderlich (74.) |
| 02 | 14. August 2011    | VfB Speldorf            | Ruhrstadion, Mülheim an der Ruhr         | 8:2 (3:1) | 1:0 Müller (7.), 2:1 Wunderlich (13.,E), 3:1 Aydoğmuş (44.), 4:2 Aydoğmuş (67.), 5:2 Glowacz (72.), 6:2 Wunderlich (78.), 7:2 Chumakov (83.), 8:2 Spitali (89.)                           |
| 03 | 21. August 2011    | TuS Dornberg            | Sportpark Höhenberg, Köln                | 3:0 (1:0) | 1:0 Aydoğmuş (32.), 2:0 Müller (51.), 3:0 Aydoğmuş (69.) |
| 04 | 26. August 2011    | Sportfreunde Siegen     | Leimbachstadion, Siegen                  | 2:0 (1:0) | 1:0 Müller (45.), 2:0 Aydoğmuş (52.) |
| 05 | 10. September 2011 | Schwarz-Weiß Essen      | Sportpark Höhenberg, Köln                | 2:0 (2:0) | 1:0 Wunderlich (20.), 2:0 Zeh (36.) |
| 06 | 18. September 2011 | Westfalia Rhynern       | Sportplatz Papenloh, Rhynern             | 2:0 (0:0) | 1:0 Wunderlich (69.), 2:0 Müller (70.) |
| 07 | 25. September 2011 | Rot Weiss Ahlen         | Wersestadion, Ahlen                      | 1:0 (0:0) | 1:0 Wunderlich (66.) |
| 08 | 02. Oktober 2011   | MSV Duisburg II         | Sportpark Höhenberg, Köln                | 1:0 (0:0) | 1:0 Schultens (74.) |
| 09 | 16. Oktober 2011   | Arminia Bielefeld II    | Stadion Rußheide, Bielefeld              | 4:0 (3:0) | 1:0 Wunderlich (15.), 2:0 Müller (30.), 3:0 Wunderlich (34.), 4:0 Schmidt (61.) |
| 10 | 23. Oktober 2011   | Alemannia Aachen II     | Sportpark Höhenberg, Köln                | 3:0 (3:0) | 1:0 Schmidt (8.), 2:0 Schmidt (15.), 3:0 Zeh (40.) |
| 11 | 30. Oktober 2011   | Westfalia Herne         | Stadion am Schloss Strünkede, Herne      | 0:1 (0:1) | |
| 12 | 06. November 2011  | TuS Erndtebrück         | Sportpark Höhenberg, Köln                | 5:0 (3:0) | 1:0 Müller (2.), 2:0 Schmidt (32.), 3:0 Wunderlich (41.), 4:0 Wunderlich (55.,E), 5:0 Wunderlich (76.)                                                                                    |
| 13 | 13. November 2011  | SSVg Velbert            | Stadion Sonnenblume, Velbert             | 3:0 (1:0) | 1:0 Zeh (40.), 2:0 Schmidt (55.), 3:0 Wunderlich (80.,E) |
| 14 | 08. Oktober 2011   | KFC Uerdingen 05        | Grotenburg-Stadion, Krefeld              | 2:1 (0:0) | 1:0 Müller (50.), 2:0 Müller (84.) |
| 15 | 27. November 2011  | VfB Hüls                | Stadion am Badeweiher, Marl              | 2:2 (0:1) | 1:1 Glowacz (52.), 2:2 Aydoğmuş (81.) |
| 16 | 04. Dezember 2011  | SV Bergisch Gladbach 09 | Sportpark Höhenberg, Köln                | 2:0 (0:0) | 1:0 Wunderlich (56.,E), 2:0 Müller (83.) |
| 17 | 11. Dezember 2011  | SV Schermbeck 1912      | Volksbank-Arena, Schermbeck              | 6:1 (4:1) | 1:0 Schmidt (13.), 2:0 Kukiełka (20.), 3:0 Wunderlich (22.), 4:1 Schmidt (38.), 5:1 Müller (81.), 6:1 Wunderlich (84.,E)                                                                  |
| 18 | 17. Februar 2012   | VfB Homberg             | PCC-Stadion, Duisburg-Homberg            | 4:1 (1:1) | 1:1 Schmidt (12.), 2:1 Wunderlich (80.), 3:1 Aydoğmuş (85.), 4:1 Wunderlich (89.) |
| 19 | 14. August 2011    | VfB Speldorf            | Sportpark Höhenberg, Köln                | 6:0 (4:0) | 1:0 Aydoğmuş (1.), 2:0 Aydoğmuş (5.), 3:0 Müller (22.), 4:0 Wunderlich (26.), 5:0 Wunderlich (51.), 6:0 Wunderlich (60.)                                                                  |
| 20 | 04. März 2012      | TuS Dornberg            | BIPA Sportarena, Bielefeld-Kirchdornberg | 0:1 (0:0) | |
| 21 | 09. Mai 2012       | Sportfreunde Siegen     | Sportpark Höhenberg, Köln                | 0:3 (0:2) | |
| 22 | 18. März 2012      | Schwarz-Weiß Essen      | Uhlenkrugstadion, Essen                  | 2:2 (1:0) | 1:0 Kukiełka (31.), 2:2 Propheter (86.) |
| 23 | 25. März 2012      | Westfalia Rhynern       | Sportpark Höhenberg, Köln                | 3:1 (2:0) | 1:0 Schultens (6.), 2:0 Aydoğmuş (21.), 3:1 Wunderlich (77.,E) |
| 24 | 01. April 2012     | Rot Weiss Ahlen         | Sportpark Höhenberg, Köln                | 9:0 (3:0) | 1:0 Aydoğmuş (10.), 2:0 Kukiełka (30.), 3:0 Aydoğmuş (32.), 4:0 Wunderlich (56.), 5:0 Wunderlich (58.), 6:0 Aydoğmuş (67.), 7:0 Schmidt (72.), 8:0 Aydoğmuş (80.), 9:0 Wunderlich (90.,E) |
| 25 | 05. April 2012     | MSV Duisburg II         | Stadion Meiderich, Duisburg              | 2:3 (1:3) | 1:3 Wunderlich (25.), 2:3 Wunderlich (47.) |
| 26 | 11. April 2012     | Arminia Bielefeld II    | Sportpark Höhenberg, Köln                | 4:1 (4:1) | 1:1 Kukiełka (31.), 2:1 Wunderlich (35.,E), 3:1 Pusic (41.), 4:1 Wunderlich (43.) |
| 27 | 15. April 2012     | Alemannia Aachen II     | Tivoli, Aachen                           | 4:1 (1:0) | 1:0 Aydoğmuş (5.), 2:0 Aydoğmuş (50.), 3:0 Schmidt (59.), 4:0 Müller (65.) |
| 28 | 22. April 2012     | Westfalia Herne         | Sportpark Höhenberg, Köln                | 8:0 (4:0) | 1:0 Schöneberg (19.), 2:0 Schmidt (20.), 3:0 Glowacz (27.), 4:0 Kukiełka (29.), 5:0 Schmidt (54.), 6:0 Propheter (57.), 7:0 Wunderlich (86.), 8:0 Spitali (89.)                           |
| 29 | 28. April 2012     | TuS Erndtebrück         | Pulverwaldkampfbahn, Erndtebrück         | 2:1 (0:1) | 1:1 Wunderlich (58.,E), 2:1 Pusic (82.) |
| 30 | 06. Mai 2012       | SSVg Velbert            | Sportpark Höhenberg, Köln                | 3:0 (2:0) | 1:0 Schmidt (8.), 2:0 Propheter (21.), 3:0 Ilbay (48.) |
| 31 | 25. April 2012     | KFC Uerdingen 05        | Rheinenergiestadion, Köln                | 2:4 (1:0) | 1:0 Wunderlich (16.), 2:2 Müller (75.) |
| 32 | 20. Mai 2012       | VfB Hüls                | Sportpark Höhenberg, Köln                | 1:1 (1:0) | 1:0 Müller (34.) |
| 33 | 28. Mai 2012       | SV Bergisch Gladbach 09 | BELKAW-Arena, Bergisch Gladbach          | 0:0 (0:0) | |
| 34 | 03. Juni 2012      | SV Schermbeck 1912      | Sportpark Höhenberg, Köln                | 4:0 (2:0) | 1:0 Zeh (7.), 2:0 Glowacz (26.), 3:0 Wunderlich (49.), 4:0 Pusic (56.) |

Legende: E = Elfmeter

### Bitburger-Pokal
| Runde | Datum             | Gegner               | Ort                      | Ergebnis  | Tor(e) für Viktoria Köln |
| ----- | ----------------- | -------------------- | ------------------------ | --------- | ------------------------ |
| 1.    | 19. November 2011 | Bergisch Gladbach 09 | Sportpark Höhenberg Köln | 0:2 (0:0) |                          |

### Freundschaftsspiele
Diese Tabelle führt die ausgetragenen Freundschaftsspiele auf.
| Datum              | Gegner                   | Ort                                                          | Ergebnis |
| ------------------ | ------------------------ | ------------------------------------------------------------ | -------- |
| 05. Juli 2011      | SC Leichlingen           | Sportzentrum Balker Aue Leichlingen                          | 19:0     |
| 06. Juli 2011      | 1. FC Köln II            | Franz-Kremer-Stadion Köln-Sülz                               | 1:1      |
| 09. Juli 2011      | FC Germania Köln-Mülheim | Sportplatz Wuppertaler Straße Köln-Buchheim                  | 19:1     |
| 13. Juli 2011      | SV Roßbach/Verscheid     | Trainingsplatz Pohlstadtsweg Köln-Neubrück                   | 2:1      |
| 19. Juli 2011      | 1. FC Magdeburg          | Sportpark der Freundschaft Nienburg (Saale)                  | 1:2      |
| 22. Juli 2011      | SV Edelweiß Arnstedt     | Sportplatz an der Wipper Aschersleben                        | 2:1      |
| 29. Juli 2011      | Bayer 04 Leverkusen II   | Ulrich-Haberland-Stadion Leverkusen                          | 2:1      |
| 31. Juli 2011      | SC Köln-Brück 07         | Trainingsplatz Pohlstadtsweg Köln-Neubrück                   | 13:0     |
| 30. August 2011    | SV Morsbach              | Sportplatz Auf der Au Morsbach                               | 14:2     |
| 31. August 2011    | VDV-Auswahl              | Sportschule Wedau Duisburg                                   | 2:2      |
| 13. September 2011 | TuSpo Richrath           | Sportpark Schlangenberg Langenfeld                           | 8:1      |
| 20. September 2011 | 1. FC Köln U19           | RheinEnergieSportpark Köln-Sülz                              | 1:2      |
| 05. Oktober 2011   | UN Käerjéng 97           | Stade Jean Donnersbach Lintgen                               | 4:3      |
| 14. Januar 2012    | VfL Bochum II            | Sportpark Höhenberg Köln                                     | 2:2      |
| 15. Januar 2012    | Preußen Münster          | Sportpark Höhenberg Kunstrasen Köln                          | 1:1      |
| 21. Januar 2012    | SC Kapellen-Erft         | Erftstadion Grevenbroich                                     | 2:1      |
| 22. Januar 2012    | Sportfreunde Baumberg    | MEGA-Stadion Monheim                                         | 2:0      |
| 24. Januar 2012    | TuS Koblenz              | Rhein-Lahn Stadion Lahnstein                                 | 2:1      |
| 28. Januar 2012    | 1. FC Monheim            | Rheinstadion Monheim                                         | 9:1      |
| 05. Februar 2012   | TuRU Düsseldorf          | Stadion an der Feuerbachstraße Düsseldorf-Bilk               | 7:0      |
| 08. Februar 2012   | Fortuna Düsseldorf       | Bezirkssportanlage Derendorf / Golzheim Düsseldorf-Derendorf | 1:3      |
| 10. Februar 2012   | 1. FC Kaan-Marienborn    | Sportplatz am Breitenbachtal Siegen                          | 1:0      |
| 26. Februar 2012   | TuS 05 Oberpleis         | Sportpark Höhenberg Kunstrasen Köln                          | 4:1      |

## Statistiken

### Teamstatistik
| Wettbewerb      | Punkte | Heim | Heim | Heim | Heim | Heim  | Auswärts | Auswärts | Auswärts | Auswärts | Auswärts | Gesamt | Gesamt | Gesamt | Gesamt | Gesamt | Tordifferenz |
| Wettbewerb      | Punkte | Sp   | G    | U    | N    | TV    | Sp       | G        | U        | N        | TV       | Sp     | G      | U      | N      | TV     | Tordifferenz |
| --------------- | ------ | ---- | ---- | ---- | ---- | ----- | -------- | -------- | -------- | -------- | -------- | ------ | ------ | ------ | ------ | ------ | ------------ |
| NRW-Liga        | 79     | 17   | 14   | 1    | 2    | 58:11 | 17       | 11       | 3        | 3        | 44:16    | 34     | 25     | 4      | 5      | 102:27 | +75          |
| Bitburger-Pokal | -      | 01   | 0    | 0    | 1    | 0:2   | -        | -        | -        | -        | -        | 01     | 0      | 0      | 1      | 0:2    | −2           |
| Gesamt          |        | 18   | 14   | 1    | 3    | 58:13 | 17       | 11       | 3        | 3        | 44:16    | 35     | 25     | 4      | 6      | 102:29 | +73          |

### Saisonverlauf
| Spieltag | 1 | 2 | 3 | 4 | 5 | 6 | 7 | 8 | 9 | 10 | 11 | 12 | 13 | 14 | 15 | 16 | 17 | 18 | 19 | 20 | 21 | 22 | 23 | 24 | 25 | 26 | 27 | 28 | 29 | 30 | 31 | 32 | 33 | 34 |
| -------- | - | - | - | - | - | - | - | - | - | -- | -- | -- | -- | -- | -- | -- | -- | -- | -- | -- | -- | -- | -- | -- | -- | -- | -- | -- | -- | -- | -- | -- | -- | -- |
| Spielort | H | A | H | A | H | A | A | H | A | H  | A  | H  | A  | A  | A  | H  | A  | A  | H  | A  | H  | A  | H  | H  | A  | H  | A  | H  | A  | H  | H  | H  | A  | H  |
| Resultat | S | S | S | S | S | S | S | S | S | S  | N  | S  | S  | S  | U  | S  | S  | S  | S  | N  | N  | U  | S  | S  | N  | S  | S  | S  | S  | S  | N  | U  | U  | S  |
| Platz    | 7 | 1 | 1 | 1 | 1 | 1 | 1 | 1 | 1 | 1  | 1  | 1  | 1  | 1  | 1  | 1  | 1  | 1  | 1  | 1  | 1  | 1  | 1  | 1  | 1  | 1  | 1  | 1  | 1  | 1  | 1  | 1  | 1  | 1  |

Legende: Spielort: H = Heim; A = Auswärts. Resultat: S = Sieg; U = Unentschieden; N = Niederlage

### Zuschauerzahlen in der NRW-Liga
| Stadion                   | Kapazität | Zuschauer | pro Spiel | Aus- lastung | absolvierte Heimspiele | Trikotsponsor     | Ärmelsponsor | Ausstatter |
| ------------------------- | --------- | --------- | --------- | ------------ | ---------------------- | ----------------- | ------------ | ---------- |
| Sportpark Höhenberg       | 6.214     | 016.525   | 000972    | 015,64 %     | 17                     | Köln Bonn Airport | ETL          | Jako       |
| Stand: Saisonende 2011/12 |           |           |           |              |                        |                   |              |            |